# Путята (дворянский род)
Путята (пол. Puciata, Putiata, Putiatycz) — дворянский род.
Род Путята внесен во II и III и VI части родословных книг губерний Смоленской, Московской и Оренбургской. Родоначальником ветви рода, в которую входят наиболее известные российские представители, был польский дворянин Феодор Комницкий-Путята. Его сыновьям, Василию, Алексею и Александру, во 2-й половине XVII века были пожалованы земли в Смоленской губернии. К концу XVIII века остались только потомки Василия; от его праправнуков пошли две ветви:
- Никифор Антонович (1737—?)
  - Дмитрий Никифорович (1786—?) — советник Тверского губернского правления
    - Василий Дмитриевич (1820—?)
      - Дмитрий Васильевич Путята (1855—1915) — генерал-лейтенант

    - Александр Дмитриевич (1828—1899) — действительный статский советник
- Иван Антонович (1746—?)
  - Василий Иванович (1780—1843) — действительный статский советник, генерал-кригс-комиссар
    - Николай Васильевич (1802—1877) — действительный статский советник
    - Дмитрий Васильевич (1806—1889) — генерал от инфантерии

В Западном крае существуют три отрасли Пуцят — герба Сырокомля, одна — герба Пржияцель и одна (Раевские-Путяты) — герба Абданк.